# Grallaire à nuque rousse
Grallaria nuchalis
Espèce
Statut de conservation UICN

 LC  : Préoccupation mineure
La Grallaire à nuque rousse (Grallaria nuchalis) est une espèce d'oiseau de la famille des Grallariidae.

## Description
L'adulte mesure 20 cm pour un poids compris entre 111 g et 122 g.

## Répartition et habitat
Son aire s'étend à travers les Andes de la Colombie, l'Équateur et l'extrême nord du Pérou.

## Sous-espèces
D'après la classification de référence du Congrès ornithologique international (version 6.2, 2016) :
- G. n. ruficeps Sclater, PL, 1874 - centre de la Colombie
- G. n. obsoleta Chubb, C, 1916 - nord-ouest de l'Équateur
- G. n. nuchalis Sclater, PL, 1860 - est de l'Équateur et nord du Pérou